# Duan Chengshi
Duan Chengsi (Chinees:: 段成式; pinyin: Duàn Chéngshì) (geboortedatum onbekend; stierf 863) was een Chinese dichter en schrijver tijdens de Tang dynastie. Hij werd geboren in een vermogende familie in het huidige Zibo, Shandong. Zijn familieachtergrond maakten dat hij een functie kon bekleden zonder daarvoor examen te doen. Als dichter voelde hij zich verbonden met Li Shangyin en Wen Tingyun.
Duan is buiten China het meest bekend als auteur van een vroege versie van Assepoester, bij hem in het Chinees Ye Xian genoemd. In 853 verscheen het verhaal voor het eerst in Diverse hapjes van Youyang. Men geloofde dat het een volksverhaal was, verteld door boeren, voor het werd opgeschreven. 
Duan is ook bekend om het schrijven over de slavenhandel, de ivoorhandel en de grijze amberhandel van Bobalie. Tegenwoordig gelooft men dat Bobalie het huidige Berbera in Somalië is.
- Bibsys: 1695619541727
- Bibliothèque nationale de France: cb15116790d (data)
- CiNii: DA00340789
- Gemeinsame Normdatei: 123336147
- International Standard Name Identifier: 0000 0004 4643 2431
- Library of Congress Control Number: n80149807
- Bibliotheek van het Japanse parlement: 00533802
- Nationale bibliotheek van Australië: 36730493
- Nationale Bibliotheek van Israël: 987007375750005171
- Nederlandse Thesaurus van Auteursnamen: 213572990
- Système universitaire de documentation: 067166725
- Virtual International Authority File: 34689197
- WorldCat: E39PBJbM3yMtgxJgWjRr8TXrv3